# Air Sweden

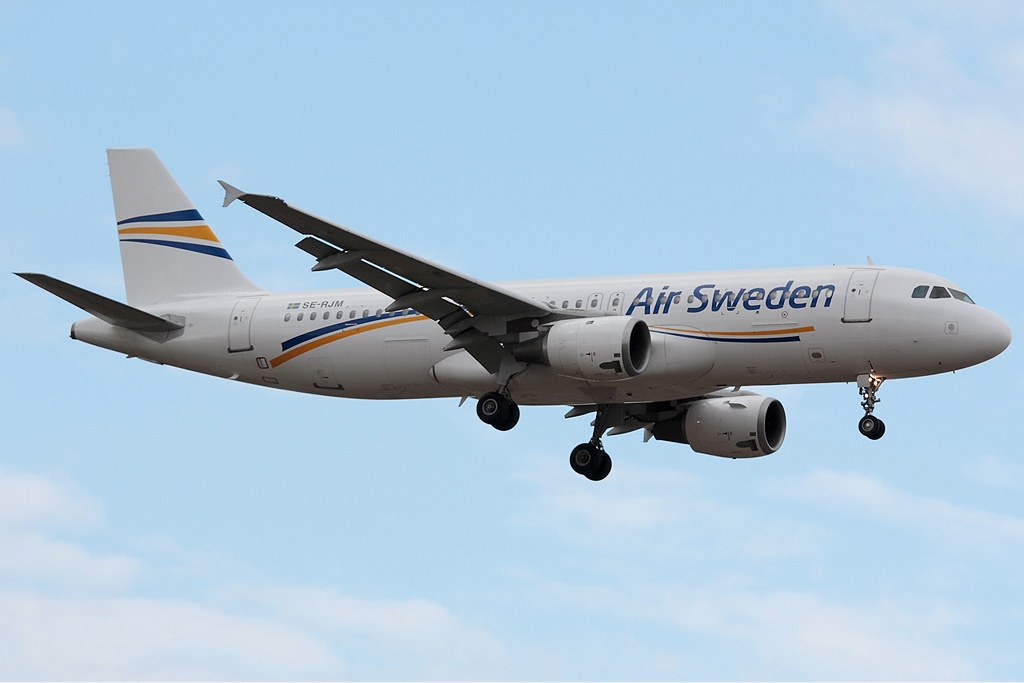
En Airbus A320 från Air Sweden på Belgrad-Nikola Teslas flygplats i Belgrad.

Air Sweden var ett charterbolag baserat i Stockholm, Sverige. Bolagets huvudbas var Stockholm-Arlanda flygplats. Flygbolaget Air Sweden Aviation AB begärdes i konkurs den 20 februari 2012.

## Destinationer
Air Sweden flög till följande destinationer i februari 2011:
- Kroatien
  - Split - Splits flygplats
- Grekland
  - Rhodos - Rhodos internationella flygplats
- Irak
  - Erbil - Erbils internationella flygplats
- Serbien
  - Belgrad - Belgrad-Nikola Teslas flygplats

## Flotta
Air Swedens flotta den 5 mars 2011: 
| Flygplan                | Antal | Passagerare |
| ----------------------- | ----- | ----------- |
| Airbus A320-200         | 2     | 180         |
| McDonnell Douglas MD-81 | 1     | 162         |
| McDonnell Douglas MD-82 | 1     | 162         |